# Waloddi Weibull
Ernst Hjalmar Waloddi Weibull (suec [vaˈlodɪ ˈveibul]) (1887-1979) va ser un enginyer i matemàtic suec, conegut pel seu treball en l'àmbit de la resistència dels materials i en estadística per haver enunciat la coneguda com a distribució de Weibull.
Era membre d'una família molt arrelada a la regió de Scania i era un cosí dels germans i historiadors Lauritz, Carl Gustaf i Curt Weibull, el primer dels quals és conegut per la introducció d'una crítica més estricta en la interpretació de les fonts escandinaves medievals.
El 1904 va ingressar a la Guàrdia Costanera de Suècia com guardiamarina. Weibull va ascendir a subtinent el 1907, capità el 1916 i el major el 1940. Mentre era a la guàrdia costanera va prendre cursos al Royal Institute of Technology, on es va graduar el 1924 i va ser professor a temps complet. Weibull va obtenir el seu doctorat a la Universitat d'Uppsala el 1932. Va treballar a la indústria sueca i alemanya com a enginyer consultor.
L'any 1914, mentre participava en les expedicions a la Mediterrània, el Carib i l'Oceà Pacífic a bord del vaixell d'investigació “Albatross”, Weibull va escriure el seu primer article sobre la propagació de les ones explosives. Va desenvolupar la tècnica d'utilitzar càrregues explosives per determinar el tipus de sediments del fons del mar i el seu gruix. La mateixa tècnica es continua utilitzant avui en dia en les prospeccions de petroli a alta mar (“offshore”).
El 1939 va publicar el seu treball sobre la distribució de Weibull, emprada en probabilitat i estadística. L'any 1941 va ocupar la càtedra d'investigació de Física Tècnica al Royal Institute of Technology a Stockholm sota el patrocini de l'empresa de fabricació d'armes Bofors.
Va publicar nombrosos treballs sobre la resistència dels materials, la fatiga, el trencament en els sòlids, els rodaments, i per descomptat, la distribució de Weibull, així com un llibre sobre anàlisi de fatiga el 1961. Vint d'aquests treballs van ser informes per a la Força Aèria dels Estats Units i l'empresa Pratt & Whitney Aircraft.
El 1951 va presentar el seu més famós treball sobre la distribució de Weibull, amb set estudis de casos, a l'American Society of Mechanical Engineers (ASME). El 1972 aquesta institució va concedir a Weibull la seva medalla d'or.
L'any 1978 el rei Carles Gustau XVI de Suècia li va entregar personalment la Gran Medalla d'Or de la Royal Swedish Academy of Engineering Sciences. No sense un cert grau d'ironia Weibull li va comentar al rei que 71 anys abans, el seu avi, el rei Oscar II li havia concedit el grau d'oficial de la Marina sueca.
Weibull va morir el 12 d'octubre de 1979 a Annecy, França.